# Aguibou Camara
Pour les articles homonymes, voir Camara.
Aguibou Camara, né le 20 mai 2001, est un footballeur international guinéen qui joue au poste de milieu offensif à Ludogorets Razgrad.

## Biographie

### Carrière en club
Formé à l'Éléphant de Coléah avec lequel il évolue en championnat guinéen, Camara est repéré par Lille en 2018, rejoignant le club un an plus tard, alors qu'il atteint sa majorité,,,,.
Avec les Dogues, il devient un titulaire régulier en équipe réserve et un cadre de l'équipe des moins de 19 ans en UEFA Youth League,.
Intégré plusieurs fois au groupe pro par Christophe Galtier, il fait ses débuts professionnels à l'occasion d'un match de Coupe de France contre Dijon le 10 février 2021. Buteur à la 15e minute du match, il est l'auteur d'une performance remarquée,.
Mais après une saison où Lille termine champion surprise de Ligue 1, devant le PSG de Neymar et Mbappé le contrat aspirant de Camara arrive à échéance et le jeune joueur décline la proposition de contrat professionnel des Lillois. Il signe ainsi avec les champions grecs de l'Olympiakos à l'été 2021, le LOSC ne recevant qu'une indemnité de formation en échange,,.
S'imposant rapidement au poste de milieu offensif avec le club du Pirée, il s'illustre en étant à plusieurs reprises décisif en ce début de saison, étant notamment auteur d'une passe décisive et un but lors de la victoire 2-1 des siens contre le PAOK Salonique qui leur permet de prendre la tête du championnat,.

### Carrière en sélection

#### En équipes jeunes
International avec la Guinée en équipe de jeune, Camara participe notamment à la CAN et la coupe du monde avec les moins de 17 ans. Il joue cinq matchs lors de la CAN, qui voit son équipe terminer troisième, et trois matchs lors du mondial, qui voit la Guinée ne pas dépasser le premier tour.
Il participe ensuite aux éliminatoires de la CAN avec les moins de 20 puis les moins de 23 ans,, où les guinéens ne parviennent néanmoins pas à se qualifier, étant éliminés respectivement par la Mauritanie et la Côte d'Ivoire, les futurs quart de finalistes des JO de Tokyo.

#### En équipe A
Il fait ses débuts senior avec la Guinée lors d'une défaite 1-0 en amical contre les Comores le 12 octobre 2019.
Il inscrit son premier but en sélection lors de la rencontre en match amical contre le Niger.
En janvier 2022, il est retenu par le sélectionneur Kaba Diawara afin de participer à la Coupe d'Afrique des nations 2021 organisée au Cameroun. Le 23 décembre 2023, il est de nouveau retenu dans la liste des vingt-cinq joueurs sélectionnés pour la Coupe d'Afrique des nations 2023. 

## Style de jeu
Joueur au gabarit modeste, Camara est un joueur qui se distingue notamment par sa qualité technique et sa vision de jeu. Capable d’éliminer l'adversaire, il brille surtout par ses capacités d’organisation du jeu et son gros volume de jeu en défense,.
Joueur polyvalent, il est capable d'évoluer dans tous les registres du milieu de terrain, faisant ainsi ses débuts professionnels avec Lille au poste de numéro 10.
Son entraineur dans le Nord, Christophe Galtier parle de lui en ces mots : « il a une vraie personnalité dans le jeu, il ne perd pas le ballon, est solide sur ses appuis, polyvalent ».

## Palmarès
Olympiakos
- Championnat de Grèce (1)
  - Champion : 2022

 Ludogorets Razgrad
- Championnat de Bulgarie(1)
  - Champion : 2025
- Coupe de Bulgarie (1)
  - Champion : 2025